# تآمر لقلب نظام الحكم
التآمر لقلب نظام الحكم يمثل جريمة بموجب قانون الولايات المتحدة. وقد نص القانون على ذلك بالشكل التالي:
| تآمر لقلب نظام الحكم | If two or more persons in any State or Territory, or in any place subject to the jurisdiction of the United States, conspire to overthrow, put down, or to destroy by force the Government of the United States, or to levy war against them, or to oppose by force the authority thereof, or by force to prevent, hinder, or delay the execution of any law of the United States, or by force to seize, take, or possess any property of the United States contrary to the authority thereof, they shall each be fined or imprisoned not more than 20 years, or both. | تآمر لقلب نظام الحكم |

لكي يتم توجيه الاتهام بالتآمر لقلب نظام الحكم، يجب أن يتم التخطيط للجريمة فقط، ولا يلزم أن يتم ارتكابها بالفعل. ووفقًا لأندريس توريس وخوسيه إي فيلازكويز، فإن اتهام التآمر لقلب نظام الحكم هو اتهام له طبيعة سياسية، وتم استخدامه تقريبًا بشكل شامل ضد حركة استقلال شعب بورتوريكو في القرن العشرين.

## الخلفية
لم تفز الحكومة الفيدرالية بأي قضية تآمر ضد أنواع الميليشيات المختلفة أو العنصريين البيض أو النازيين الجدد. ومنذ الحرب العالمية الأولى، ربحت الحكومة في العديد من قضايا المؤامرات ضد حركة استقلال بورتوريكو والشيوعيين وغيرهم من اليسار، إلا أنه لم تتم إدانة أي شخص من اليمين الراديكالي مطلقًا بالتآمر للإطاحة بحكومة الولايات المتحدة بقوة السلاح.

## حالات جديرة بالذكر
- في عام 1936، تم توجيه الاتهام إلى بيدرو ألبيزو كامبوس، وهو بورتوريكي قومي، وتسعة آخرين بمحاولة الإطاحة بحكومة الولايات المتحدة بالقوة في بورتوريكو وتم سجنهم لفترة 10 أعوام في أتلانتا، بجورجيا.
- في عام 1980، تم اتهام القومية البورتوريكية كارمن فالانتين بيريز وتسعة رجال ونساء آخرين بالتآمر لقلب نظام الحكم لمحاولتهم الإطاحة بحكومة الولايات المتحدة في بورتوريكو، وتم الحكم على كل منهم بما يصل إلى 90 عامًا من السجن.[3]
- في الأول من أكتوبر عام 1995، تمت إدانة الشيخ عمر عبد الرحمن، وهو رجل دين مسلم بارز وتسعة أشخاص آخرين بالتآمر لقلب نظام الحكم.[4] وقد تم اتهامهم بالتخطيط لعمليات إرهابية في مدينة نيويورك.
- في التاسع والعشرين من مارس عام 2010، تم توجيه الاتهام إلى تسعة أشخاص من الهوتاري بالتآمر لقلب نظام الحكم.[5]

## وصلات خارجية
- 18 U.S.C. § 2384 : US Code - Section 2384: Seditious conspiracy